# Wereldvrouwenconferentie 1995

Logo van de conferentie

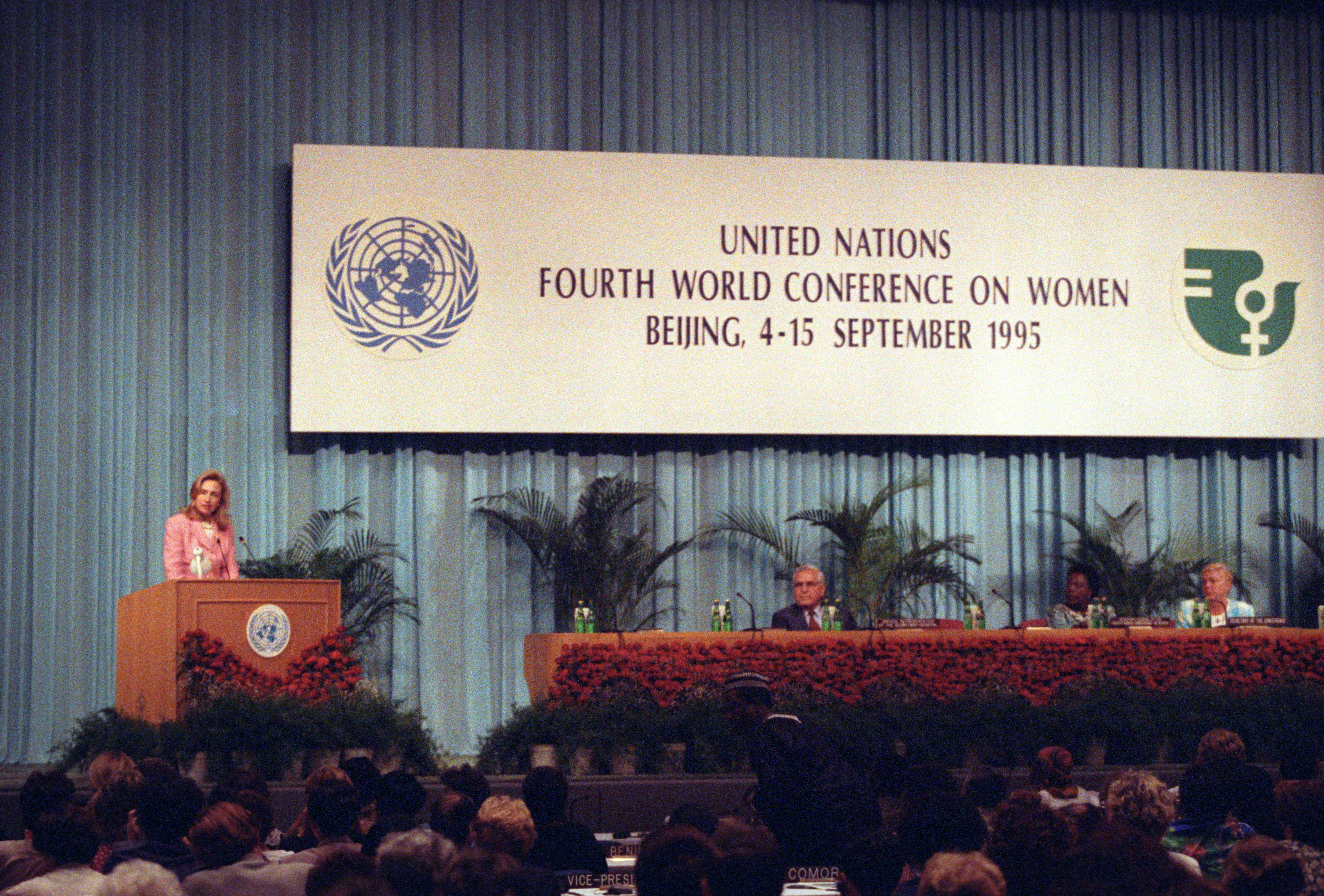
Hillary Clinton houdt een toespraak tijdens de conferentie

De Vierde Wereldvrouwenconferentie: Actie voor Gelijkheid, Ontwikkeling en Vrede was een conferentie die door de Verenigde Naties werd bijeengeroepen van 4 tot en met 15 september 1995 in Beijing, China.
Tijdens deze conferentie kwamen regeringen van over de hele wereld overeen om een uitgebreid plan te ontwikkelen voor wereldwijde juridische gelijkheid, bekend als het Beijing Platform for Action.

## Achtergrond

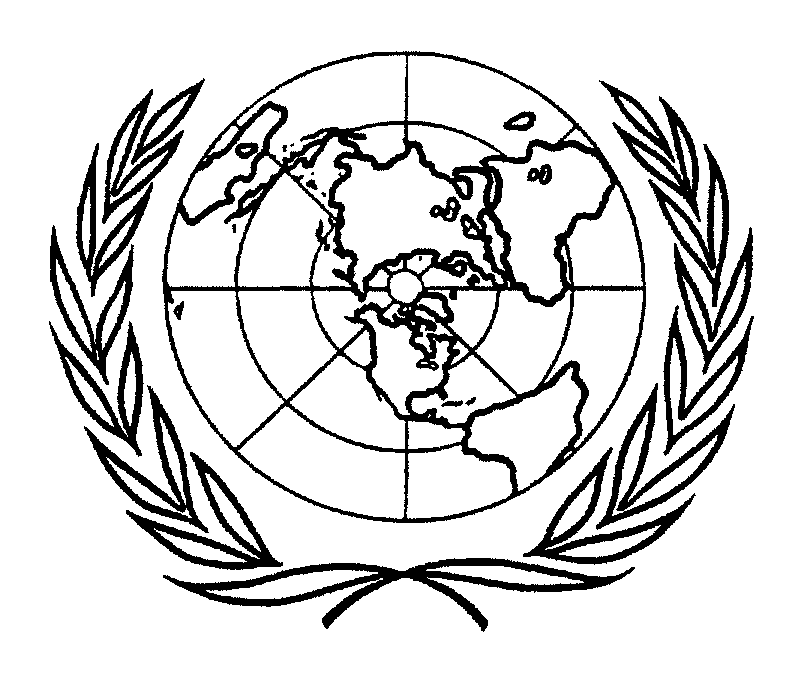
Logo van het VN-handvest

Het oprichtingshandvest van de Verenigde Naties (1945) bevat een bepaling over de gelijkheid van mannen en vrouwen (hoofdstuk III, artikel 8 ). Tussen 1945 en 1975 wilden vrouwen binnen de Verenigde Naties en leiders van vrouwenbewegingen deze uitgangspunten in de praktijk brengen. De Algemene Vergadering van de Verenigde Naties heeft een resolutie aangenomen (resolutie 3010) dat 1975 het Internationale Jaar van de Vrouw moest worden. In december 1975 nam de Algemene Vergadering van de VN een nieuwe resolutie aan (resolutie 31/136) dat 1976-1985 het ‘Decennium van de Vrouw’ zou moeten zijn. 

### Eerste Wereldvrouwenconferentie, Mexico-Stad, 1975
Tegelijk met het Internationale Vrouwenjaar was in 1975 in Mexico-Stad de eerste wereldconferentie over vrouwen.{ Het resulteerde in de Verklaring van Mexico over de gelijkheid van vrouwen en hun bijdrage aan ontwikkeling en vrede.

### Tweede Wereldvrouwenconferentie, Kopenhagen, 1980
De tweede wereldconferentie over vrouwen was in 1980 in Kopenhagen. Deze conferentie over het Verdrag inzake de uitbanning van alle vormen van discriminatie van vrouwen uit 1979 was een belangrijke mijlpaal. Tijdens deze conferentie werd ook een kloof erkend tussen de rechten voor vrouwen en het vermogen van vrouwen om die rechten uit te oefenen. Gelijke toegang tot onderwijs, werkgelegenheid en adequate gezondheidszorg zijn essentieel om de in Mexico gestelde doelen te bereiken. 

### Derde Wereldvrouwenconferentie, Nairobi, 1985
De derde wereldconferentie over vrouwen was in 1985 in Nairobi.  Tijdens deze conferentie werd vastgesteld dat de progressie van de gelijkheid van vrouwen zo kan worden gemeten: constitutionele en wettelijke maatregelen, gelijkheid in maatschappelijke participatie, gelijkheid in politieke participatie en besluitvorming. De conferentie erkende ook dat vrouwen moeten kunnen meedoen aan allerlei activiteiten, niet alleen die verband houden met gender. 

### Voorafgaand aan de Vierde Wereldvrouwenconferentie, Beijing, 1995
De afgevaardigden hadden de Beijing Express Declaration van het UNDP opgesteld voor meer gelijkheid en kansen voor vrouwen. 

## Aanwezigen

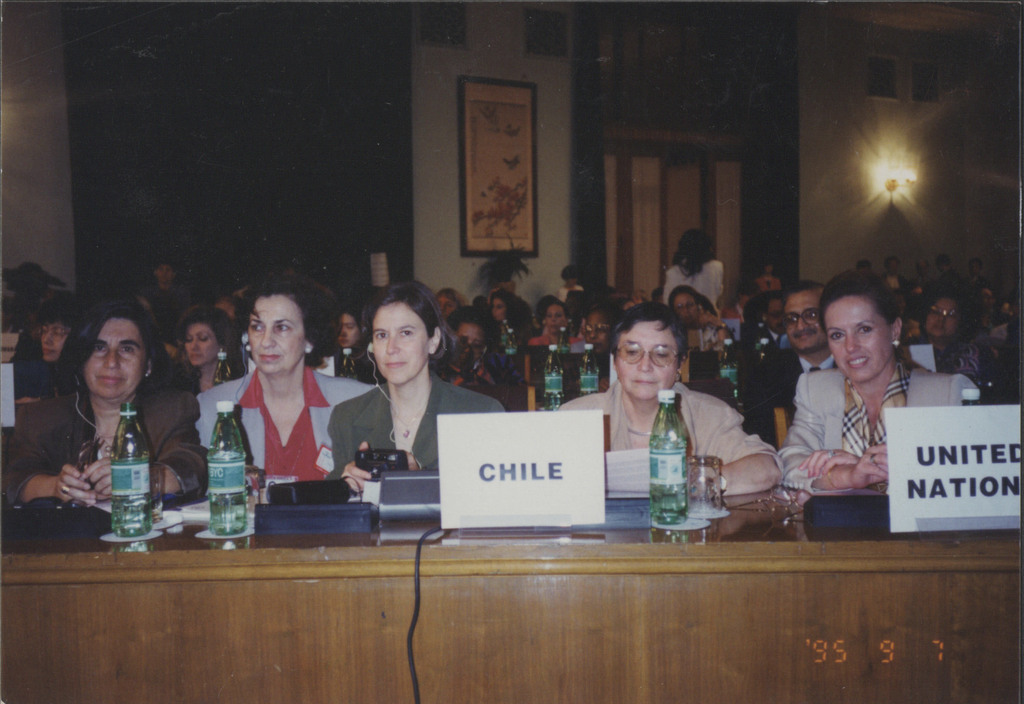
Chileense politici wonen de conferentie bij.

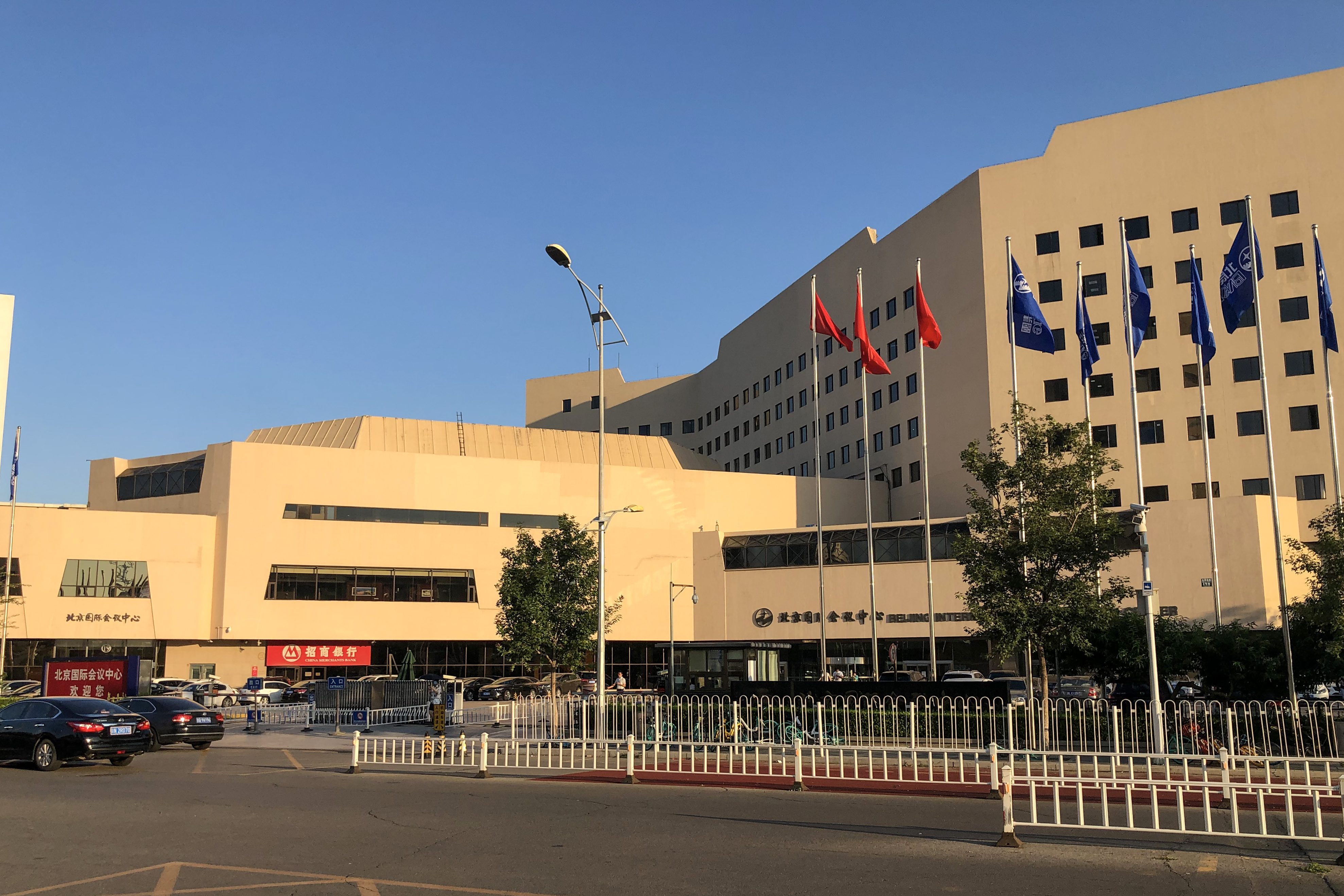
Beijing International Convention Center, waar de conferentie werd gehouden

Afgevaardigden van 189 regeringen, VN-agentschappen, intergouvernementele organisaties zoals de Europese Unie en de Liga van Arabische Staten, en ook activisten en organisaties van over de hele wereld woonden de conferentie bij.  Naast 17.000 deelnemers woonden nog eens 30.000 activisten een parallel forum bij.
Gertrude Mongella uit Tanzania was de secretaris-generaal van de conferentie.
Aung San Suu Kyi hield de keynote speech op de conferentie.
De lijst van standpunten van de aanwezigen is te vinden op de website van de VN .

## Toespraken
Hillary Clinton, destijds First Lady van de Verenigde Staten, hield op 5 september 1995 de toespraak Women's Rights Are Human Rights op de conferentie. Die toespraak wordt beschouwd als invloedrijk in de vrouwenrechtenbeweging. In 2013 gaf Clinton leiding aan een evaluatie van de wijze waarop de vrouwenrechten zijn veranderd sinds haar toespraak in 1995. De toespraak uit 1995 staat op nummer 35 in de Top 100 Speeches of the 20th Century van American Rhetoric (gerangschikt naar rang).
"Als er één boodschap uit deze conferentie naar voren komt, is het wel dat mensenrechten vrouwenrechten zijn.... En vrouwenrechten zijn mensenrechten.
Laten we niet vergeten dat onder die rechten ook het recht op vrije meningsuiting valt. En het recht om gehoord te worden.
Vrouwen moeten het recht hebben om deel te nemen aan het sociale en politieke leven in hun land als we willen dat vrijheid en democratie gedijen en blijven bestaan."

 Hillary Rodham Clinton
Beverley Palesa Ditsie was de eerste Afrikaanse lesbische vrouw die de Verenigde Naties toesprak over LGBT-rechten op 13 september 1995 in haar toespraak.
"Geen enkele vrouw kan haar leven richting geven zonder haar seksualiteit te kunnen bepalen. Seksualiteit is een integraal en diepgeworteld onderdeel van het leven van ieder mens en mag niet het onderwerp zijn van debat of dwang. Iedereen die zich werkelijk inzet voor de mensenrechten van vrouwen, moet erkennen dat elke vrouw het recht heeft op haar eigen seksualiteit, zonder discriminatie en onderdrukking.

Deze conferentie zou moeten zijn voor alle vrouwen, ongeacht hun seksuele geaardheid, en om in het Actieplatform te erkennen dat lesbische rechten vrouwenrechten zijn en dat vrouwenrechten universele, onvervreemdbare en ondeelbare mensenrechten zijn."

 Beverley Palesa Ditsie
En nog vele andere toespraken namens regeringen, de Verenigde Naties en intergouvernementele organisaties, en niet-gouvernementele organisaties.

## Het Beijing-actieplatform
De Verklaring en het Actieplatform van Beijing zijn bekend als het meest vooruitstrevende plan voor het bevorderen van vrouwenrechten.
Het bestrijkt 12 aandachtsgebieden:
1. Vrouwen en het milieu
2. Vrouwen aan de macht en besluitvorming
3. Het meisje kind
4. Vrouwen en de economie
5. Vrouwen en armoede
6. Geweld tegen vrouwen
7. Mensenrechten van vrouwen
8. Onderwijs en opleiding van vrouwen
9. Institutionele mechanismen voor de vooruitgang van vrouwen
10. Vrouwen en gezondheid
11. Vrouwen en de media
12. Vrouwen en gewapend conflict

### Verklaring van Beijing voor Inheemse Vrouwen
Een belangrijk resultaat van de conferentie was de Beijing Declaration of Indigenous Women, ondertekend op het NGO Forum in de Indigenous Women's Tent. Die streeft er deels naar om de spanningen te verzoenen die inheemse vrouwelijke activisten voelen en de inheemse bewegingen, gedomineerd door mannen. Het was een belangrijke stap op weg naar de rechten van inheemse vrouwen en een belangrijke overwinning voor de praktijk van het inheemse feminisme .
De 50 punten bieden de onderbouwing en een duidelijke oproep tot actie voor regeringen wereldwijd voor inheemse kwesties. De eisen zijn "dat alle regeringen en internationale niet-gouvernementele en gouvernementele organisaties het recht van inheemse volkeren op zelfbeschikking erkennen en de historische, politieke, sociale, culturele, economische en religieuze rechten van de inheemse volkeren in hun grondwetten en rechtssystemen verankeren." Vanuit dat standpunt specificeert de verklaring verschillende acties, waaronder zelfbeschikking; ontwikkeling, onderwijs en gezondheid; schendingen van de mensenrechten en geweld tegen inheemse vrouwen; intellectueel en cultureel erfgoed; en politieke participatie.
Het document adresseert op de unieke problemen waar inheemse vrouwen mee te maken hebben, naast die van inheemse mannen, waaronder de erosie van de cultuur (en de genderrollen daarin), het verlies van traditioneel land en historische identiteit en status in de ruimtes die zij bewonen.
Als grondslagen voor de verklaring worden de ‘VN-Verklaring van het Internationale Decennium van de Inheemse Volkeren van de Wereld, de Ontwerp-Verklaring van de Rechten van de Inheemse Volkeren, het Verdrag inzake de Uitbanning van Alle Vormen van Discriminatie van Vrouwen, de Toekomstgerichte Strategieën van Nairobi voor de Bevordering van Vrouwen, Agenda 21 en de Rio-Verklaring over Milieu en Ontwikkeling, de Cairo-Verklaring over de Mensenrechten in de Islam en de Verklaring van de Sociale Top van Kopenhagen’ aangehaald.

## Wereldwijde focus: vrouwen in kunst en cultuur
Global Focus: Women in Art and Culture was opgericht door kunstenaar en projectleider Nancy Cusick en gaf vrouwelijke kunstenaars de kans om deel te nemen aan de dialoog op de Wereldvrouwenconferentie. Vrouwelijke kunstenaars van over de hele wereld kozen media om met hun werk universele kwesties aan te kaarten die van cruciaal belang zijn voor vrouwen, hun levens en hun positie binnen de maatschappij. Global Focus werd mede gesponsord door het National Museum of Women in the Arts (NMWA) en presenteerde een kunsttentoonstelling, een videofestival, diapresentaties, performances en workshops die de artistieke prestaties en creativiteit van vrouwen lieten zien. Het merendeel van de 880 kunstwerken van vrouwelijke kunstenaars uit 27 landen, werd tentoongesteld in het World Trade Center in Beijing, China. Een kleinere verzameling werken werd ook tentoongesteld in Huairou, China. Deze kunstwerken vormden een visueel landschap van krachtige beelden die de vrouwenkwesties en thema's van de conferentie vereeuwigden: gelijkheid, ontwikkeling en vrede.
Na de tentoonstelling van de Global Focus-kunstwerken in Beijing, China, reisden de werken naar verschillende internationale locaties. Direct na afloop van de tentoonstelling in Beijing werd van oktober tot november 1995 een selectie van 53 Amerikaanse schilderijen tentoongesteld in de Elite Gallery in Moskou. Vervolgens sierden in november 1995 200 kunstwerken de kunstgalerie van het Amerikaanse ministerie van Volksgezondheid en Welzijn in Washington DC. Tegelijkertijd werd een andere verzameling kunstwerken uit de collectie tentoongesteld bij het United States Information Agency, eveneens in Washington DC. Op 20 maart 1996 was de eerste openbare tentoonstelling van de collectie in de Verenigde Staten bij NMWA in Washington DC, met een dagvullend feest en een terugblik en reflectie op de ervaringen in Beijing. Deze tentoonstelling "Look at the World Through Women's Eyes" was te bezichtigen tot en met 21 april 1996, en op 28 september 1996 in de George Washington University in Washington D.C., tijdens de National Women's Satellite Conference, georganiseerd door First Lady Hillary Rodham Clinton. Van april tot juni 1997 werd een selectie van 300 werken uit de collectie tentoongesteld in het Peace Museum in Detroit. De laatste openbare Global Focus-tentoonstelling vond plaats tijdens de viering van het 20-jarig jubileum van de Spirit of Houston-conferentie in 1977 in Washington DC. Hierna eindigde de grote verzameling kunstwerken zijn reis en werd de gehele collectie door de projectdirecteuren Nancy Cusick en Mal Johnson aangeboden aan de archieven van het National Museum of Women in the Arts.

## Herdenking

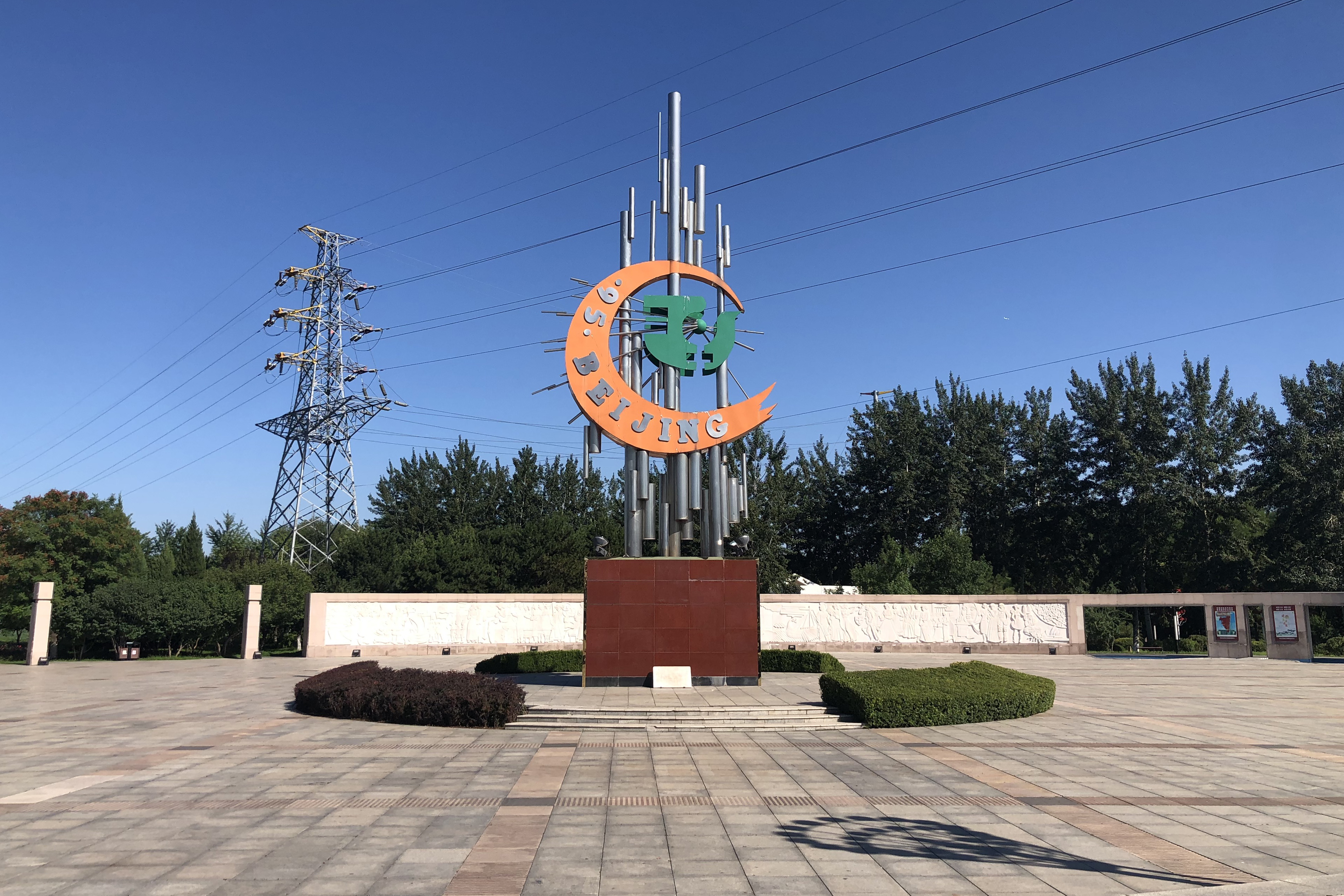
Vierde Wereldconferentie over Vrouwen Gedenkpark in Huairou District, Beijing

Op 28 september 2004 werd het Vierde Wereldvrouwenconferentie-herdenkingspark officieel geopend in het district Huairou, waar ook het NGO-forum werd gehouden.
In 2014 begon UN Women met de herdenking van de 20e verjaardag van de Vierde Wereldvrouwenconferentie met het project Empowering Women, Empowering Humanity: Picture It! campagne, ook wel de Beijing+20 campagne genoemd.
In 2019 lanceerde UN Women de Generation Equality Campaign en het Generation Equality Forum om "de onafgemaakte zaken van empowering van vrouwen aan te pakken met een nieuwe baanbrekende, multi-generationele campagne, Generation Equality: Realizing women's rights for an equal future." De campagne en het forum, ook wel Beijing +25 genoemd, zijn georganiseerd samen met leden van het maatschappelijk middenveld en samen met de 64e sessie van de VN- Commissie voor de Status van Vrouwen (CSW), in de aanloop naar een bijeenkomst van de Algemene Vergadering van de VN in New York op 23 september 2020.  In 2019, tijdens de 73e zitting van de Algemene Vergadering van de VN, kwamen regeringen overeen om hun toezeggingen en geplande activiteiten om gendergelijkheid te bewerkstelligen in 2030 te presenteren tijdens een eendaagse sessie tijdens de 74e zitting in 2020.  De eisen van de Generation Equality Campaign gaan onder meer over ‘gelijke beloning, gelijke verdeling van onbetaalde zorg en huishoudelijk werk, een einde aan seksuele intimidatie en alle vormen van geweld tegen vrouwen en meisjes, gezondheidszorg die aansluit bij hun behoeften, en hun gelijke deelname aan het politieke leven en de besluitvorming op alle gebieden van het leven.’  Het Generation Equality Forum wordt geïnitieerd door UN Women en wordt gezamenlijk voorgezeten door Mexico en Frankrijk. Het forum begint in Mexico-Stad op 7 en 8 mei 2020 en eindigt in Parijs, Frankrijk, van 7 tot en met 10 juli 2020. Er zijn discussies en evaluaties van de voortgang van het Beijing Platform for Action en het Verdrag inzake de uitbanning van alle vormen van discriminatie van vrouwen (CEDAW) tijdens de 64e zitting van de Commissie voor de Status van Vrouwen in New York, van 9 tot en met 20 maart 2020.
Op 1 oktober 2020 was de High-Level Meeting ter gelegenheid van de 25e verjaardag van de Vierde Wereldvrouwenconferentie, waar China voorstelde om in 2025 een nieuwe bijeenkomst van wereldleiders te organiseren over gendergelijkheid en empowerment van vrouwen.

## Documentaire
De documentaire "MAKERS: Once And For All" ging in 2015 in première, over de Vierde Wereldvrouwenconferentie.